# Scuola specialisti dell'Aeronautica Militare
La Scuola specialisti dell'Aeronautica Militare è una struttura delle forze armate italiane che si occupa della formazione dei sergenti dell'Aeronautica Militare italiana, con sede nella città di Caserta.
Si occupa della formazione degli specialisti e dei sottufficiali, fino al ruolo sergenti. È intitolata al capitano fotografo Mario Anelli, decorato di medaglia d'oro al valor militare alla memoria nel corso della seconda guerra mondiale.

## Storia
Creata nel 1948, in seguito al riassetto della Scuola Sottufficiali Aeronautica Militare, dove prima aveva sede l'Accademia Aeronautica di Pozzuoli, dalla sua fondazione ha sempre provveduto alla formazione iniziale degli "specialisti", ovvero del personale che a vario titolo era coinvolto nella gestione e nella manutenzione dei sistemi d'arma e dei sistemi di comando, controllo e comunicazione, e sul finire degli anni settanta furono riunificate nella sede di Caserta anche le Scuole specialisti di Taranto e Macerata, che tenevano corsi nel settore logistico-amministrativo.
Assunta nel luglio del 1979 la nuova denominazione di Scuola sottufficiali A.M., l'istituto ha proseguito nella sua missione e, in seguito alla ripartizione del ruolo sottufficiali in Ruolo marescialli e Ruolo sergenti sancita dal d.lgs. 12 maggio 1995, n.196, a partire dal 1999 e fin verso la fine del 2005; a partite dal 1º novembre di quell'anno i corsi biennali per i marescialli sono stati trasferiti presso la Scuola marescialli dell'Aeronautica Militare con sede a Viterbo.
La sede per la formazione specialisti rimane presso la città di Caserta, dapprima presso la Reggia di Caserta fino al 16 gennaio 2016, e successivamente in Viale Ellittico.

## Araldica
La Scuola specialisti ha come emblema araldico la figura mitologica di Dedalo, padre di Icaro, a rappresentare l'opera degli Specialisti dell'Aeronautica Militare, quale risorsa umana indispensabile per l'attività di volo.